# Lista de episódios de About a Boy
About a Boy é uma série de televisão de comédia baseada no romance homônimo de Nick Hornby.
Jason Katims, criador e produtor-executivo de Friday Night Lights e Parenthood, é o responsável pelo roteiro de About a Boy. A trama acompanhará Will Freeman, um homem solteiro com atitudes infantis que aprende como se comportar como um adulto com um garoto que se muda para o apartamento ao lado. Minnie Driver interpretará Fiona Bowa, papel que foi de Toni Collette no filme homônimo de 2002.
Jon Favreau dirigiu o primeiro episódio de About a Boy, que teve Michelle Lee na produção. A emissora responsável pelo projeto é a NBC.

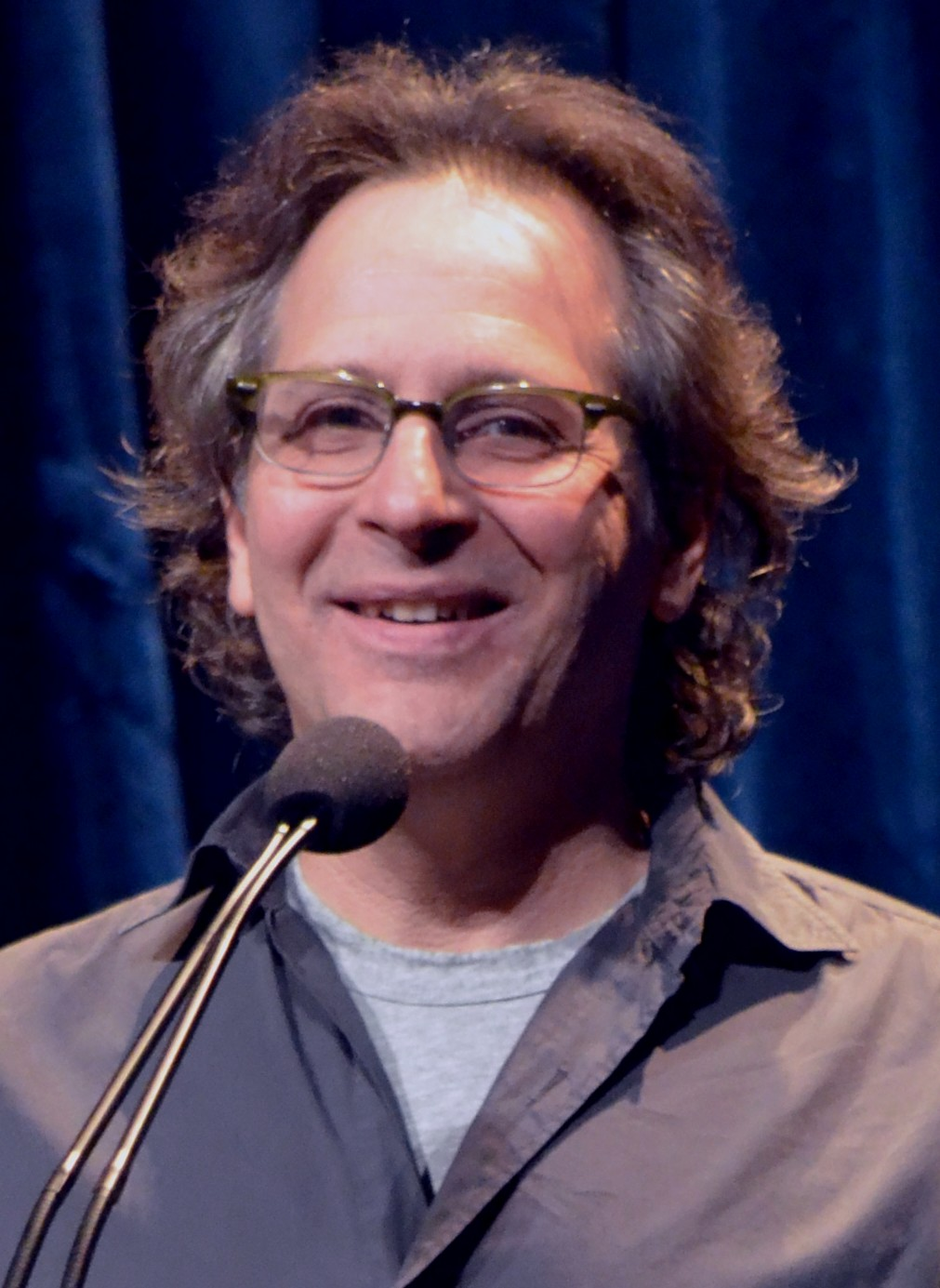
Jason Katims, o desenvolvedor e roteirista da série.

## Temporadas
| Temporada | Temporada | Episódios | Estreia da temporada    | Estreia da temporada | Lançamento do DVD      | Lançamento do DVD | Lançamento do DVD |
| Temporada | Temporada | Episódios | Estreia da temporada    | Final da temporada   | Região 1               | Região 2          | Região 4          |
| --------- | --------- | --------- | ----------------------- | -------------------- | ---------------------- | ----------------- | ----------------- |
|           | 1         | 13        | 22 de fevereiro de 2014 | 13 de maio de 2014   | 16 de setembro de 2014 | TBA               | TBA               |
|           | 2         | 20        | 14 de outubro de 2014   | 20 de julho de 2015  | TBA                    | TBA               | TBA               |

## Episódios

### 1ª Temporada (2014)
| Episódio | Temporada | Título                   | Dirigido por      | Escrito por               | Exibição original       | Exibição no Brasil     | Audiência EUA (em milhões) |
| --- | --------- | ------------------------ | ----------------- | ------------------------- | ----------------------- | ---------------------- | -------------------------- |
| 1 | 1         | "Piloto"                 | Jon Favreau       | Jason Katims              | 22 de fevereiro de 2014 | 18 de julho de 2014    | 8.26                       |
| A vida perfeita de Will Freeman muda drasticamente ao conhecer sua excêntrica nova vizinha e desesperada mãe solteira Fiona Bowa, e seu estranho filho de onze anos, Marcus. |           |                          |                   |                           |                         |                        |                            |
| 2 | 1         | "About Total Exuberance" | Todd Holland      | Jason Katims              | 4 de março de 2014      | 18 de julho de 2014    | 8.36                       |
| Will aceita cuidar de Marcus para que Fiona possa ir a uma entrevista de emprego. Mas um convite de última hora para uma festa do rapper Lil Jon complica um pouco as coisas. |           |                          |                   |                           |                         |                        |                            |
| 3 | 1         | "About a Godfather"      | Michael Weaver    | David M. Israel           | 11 de março de 2014     | 25 de julho de 2014    | 7.48                       |
| Will convida Marcus para uma noite de garotos, na mesma data de um compromisso já marcado com Andy. Mais tarde, Andy e sua esposa Laurie pedem para Will ser o padrinho de seu filho Jonah. |           |                          |                   |                           |                         |                        |                            |
| 4 | 1         | "About a Girl"           | Ken Whittingham   | Mark Kunerth              | 18 de março de 2014     | 01 de agosto de 2014   | 7.61                       |
| Marcus pede conselhos para Will sobre como pode conseguir com que Hannah o convide para a festa de aniversário dela. Quando as dicas não surtem efeito, Fiona culpa Joanne, a mãe de Hannah. |           |                          |                   |                           |                         |                        |                            |
| 5 | 1         | "About a Plumber"        | Michael Weaver    | Sarah Watson              | 25 de março de 2014     | 08 de agosto de 2014   | 7.41                       |
| Marcus começa a insinuar que Will e Fiona deveriam namorar. Fiona recebe conselhos de Dakota para voltar a procurar alguém, sem muitas alternativas, convida o encanador para sair. |           |                          |                   |                           |                         |                        |                            |
| 6 | 1         | "About a Bublé"          | Adam Davidson     | Cara DiPaolo              | 1 de abril de 2014      | 15 de agosto de 2014   | 7.17                       |
| Marcus finalmente consegue a sua própria chave de casa, mas ele perde a confiança de sua mãe quando Will tem que correr com ele para a sala de emergência após um incidente com uma faca. |           |                          |                   |                           |                         |                        |                            |
| 7 | 1         | "About a Poker Night"    | Adam Davidson     | Colleen McGuinness        | 8 de abril de 2014      | 22 de agosto de 2014   | 6.87                       |
| Will marca uma noite de pôquer com seus amigos, incluindo Andy, Crosby, Tj e Richard, mas o encontro é invadido por Fiona, que não tem problema nenhum em se fazer presente junto com a rapaziada. |           |                          |                   |                           |                         |                        |                            |
| 8 | 1         | "About a Slopmaster"     | Jeff Melman       | Carrie Kemper             | 15 de abril de 2014     | 29 de agosto de 2014   | 6.99                       |
| Depois de receber um cheque de royalties da sua canção, Will começa a gastar dinheiro em coisas desnecessárias. Tentando ensinar seu filho uma lição sobre dinheiro, Fiona decide que Marcus será um andarilho no projeto da escola em uma mini-sociedade. Decepcionado porque ele queria ser rei na sociedade Fiona e Marcus começam a usar dinheiro falso no projeto. Enquanto isso, Will tenta passar mais tempo com Sam e decide dar uma festa, e suborna um enfermeiro para dar-lhe Sam. Quando o médico descobre, Will percebe que ensinou a lição errada para Marcus, logo depois Fiona descobre o que Will fez e ele é condenado a apedrejamento pela mini-sociedade. |           |                          |                   |                           |                         |                        |                            |
| 9 | 1         | "About a Kiss"           | Eric Appel        | Matt Wolpert & Ben Nedivi | 22 de abril de 2014     | 05 de setembro de 2014 | 6.86                       |
| Laurie e Andy organizam uma noite de jogos em casa e Will não aceita o convite. TJ tirou proveito da situação para convidar Fiona. Quando Will percebe as verdadeiras intenções do TJ ele decidir ir. Marcus pega o telefone e convida Sam. Na festa, Will proíbe de TJ sair com Fiona, mentindo sobre ter sentimentos por sua vizinha. TJ tomou isso como um desafio e aposta com Will, criando uma confusão quando Sam aparece na festa. Will diz a Fiona que não é apaixonado por ela e diz que TJ não é alguém com quem ela deva sair sair enquanto Andy tenta, sem sucesso, salvar a noite do jogo. Enquanto isso, Marcus recebe o seu primeiro beijo.                   |           |                          |                   |                           |                         |                        |                            |
| 10 | 1         | "About a Boy's Dad"      | Wendey Stanzler   | Sarah Watson              | 29 de abril de 2014     | 12 de setembro de 2014 | 6.25                       |
| Sem resumo |           |                          |                   |                           |                         |                        |                            |
| 11 | 1         | "About a Birthday Party" | Michael Weaver    | David M. Israel           | 6 de maio de 2014       | 19 de setembro de 2014 | 6.04                       |
| Marcus tem uma história infeliz de festas de aniversário horríveis, então ele pede a Will para ajudá-lo; Will é convidado para uma festa de gala hospitalar por Dr. Sam, mas o evento é no mesmo dia que a festa de aniversário de Marcus. |           |                          |                   |                           |                         |                        |                            |
| 12 | 1         | "About a Hammer"         | Dylan K. Massin   | Mark Kunerth              | 13 de maio de 2014      | 26 de setembro de 2014 | 6.42                       |
| Dr. Sam é despejado de seu apartamento e pede a Will um lugar para ficar; Will e Marcus construiram uma árvore juntos; Dr. Sam revela que ela aceitou um emprego em Nova York e que está se mudando para lá, mas Fiona erroneamente acredita estar grávida. |           |                          |                   |                           |                         |                        |                            |
| 13 | 1         | "About a Rib Chute"      | Lawrence Trilling | Jason Katims              | 13 de maio de 2014      | 03 de outubro de 2014  | 5.68                       |
| Dr. Sam pede para Will se mudar para Nova York com ela, e após a devida consideração, Will aceita a oferta. Quando Marcus descobre, ele fica aborrecido e irritado e decide cortar todos os laços com Will. Mais tarde, ele percebe seu erro e decide participar da reunião da banda de Will. A temporada termina com Will em Nova York encerrando um bate-papo de vídeo com Marcus, com quem ele promete manter contato. |           |                          |                   |                           |                         |                        |                            |

### 2ª Temporada (2014)
| Episódio   | Temporada | Título                   | Dirigido por    | Escrito por     | Exibição original      | Audiência EUA (em milhões) |
| ---------- | --------- | ------------------------ | --------------- | --------------- | ---------------------- | -------------------------- |
| 14         | 2         | "About a Vasectomy"      | Adam Davidson   | Jason Katims    | 14 de outubro de 2014  | 5.83                       |
| Sem resumo |           |                          |                 |                 |                        |                            |
| 15         | 2         | "About a House for Sale" | Michael Weaver  | David M. Israel | 21 de outubro de 2014  | 4.63                       |
| Sem resumo |           |                          |                 |                 |                        |                            |
| 16         | 2         | "About a Will-O-Ween"    | Adam Davidson   | Mark Kunerth    | 28 de outubro de 2014  | 4.11                       |
| Sem resumo |           |                          |                 |                 |                        |                            |
| 17         | 2         | "About a Bad Girl"       | Michael Weaver  | Julia Brownell  | 4 de novembro de 2014  | 3.52                       |
| Sem resumo |           |                          |                 |                 |                        |                            |
| 18         | 2         | "About an Angry Ex"      | Dylan K. Massin | Annie Weisman   | 18 de novembro de 2014 | 4.21                       |
| Sem resumo |           |                          |                 |                 |                        |                            |
| 19         | 2         | "About a Balcony"        | TBA             | TBA             | 25 de novembro de 2014 | TBA                        |
| Sem resumo |           |                          |                 |                 |                        |                            |
| 20         | 2         | "About a Duck"           | TBA             | TBA             | 2 de dezembro de 2014  | TBA                        |
| Sem resumo |           |                          |                 |                 |                        |                            |